# Správní obvod obce s rozšířenou působností Bystřice pod Hostýnem
Správní obvod obce s rozšířenou působností Bystřice pod Hostýnem je od 1. ledna 2003 jedním ze tří správních obvodů rozšířené působnosti obcí v okrese Kroměříž ve Zlínském kraji. Čítá 14 obcí.
Město Bystřice pod Hostýnem je zároveň obcí s pověřeným obecním úřadem, přičemž oba správní obvody jsou územně totožné.

## Seznam obcí
Poznámka: Města jsou vyznačena tučně.
- Blazice
- Brusné
- Bystřice pod Hostýnem
- Chomýž
- Chvalčov
- Komárno
- Loukov
- Mrlínek
- Osíčko
- Podhradní Lhota
- Rajnochovice
- Rusava
- Slavkov pod Hostýnem
- Vítonice

## Obyvatelstvo
| Rok  | Obyv.  | ± %     |
| ---- | ------ | ------- |
| 1869 | 10 696 | —       |
| 1880 | 12 142 | +13,5 % |
| 1890 | 13 255 | +9,2 %  |
| 1900 | 13 840 | +4,4 %  |
| 1910 | 15 007 | +8,4 %  |

| Rok  | Obyv.  | ± %    |
| ---- | ------ | ------ |
| 1921 | 14 252 | −5 %   |
| 1930 | 14 807 | +3,9 % |
| 1950 | 14 509 | −2 %   |
| 1961 | 15 818 | +9 %   |
| 1970 | 15 611 | −1,3 % |

| Rok  | Obyv.  | ± %    |
| ---- | ------ | ------ |
| 1980 | 16 193 | +3,7 % |
| 1991 | 15 770 | −2,6 % |
| 2001 | 16 015 | +1,6 % |
| 2011 | 15 408 | −3,8 % |
| 2021 | 14 615 | −5,1 % |